# Мужская сборная Макао по баскетболу 3×3
Мужская сборная Макао по баскетболу 3×3 представляет Макао на международных соревнованиях по баскетболу 3×3. Управляющим органом является Баскетбольная ассоциация Макао (англ. Macau-China Basketball Association).
По состоянию на 1 сентября 2024, мужская сборная Макао по баскетболу 3×3 занимает 121-е место в мировом рейтинге ФИБА мужских сборных по баскетболу 3×3.

## Результаты выступлений
| Турнир         | Золото | Серебро | Бронза | Всего |
| -------------- | ------ | ------- | ------ | ----- |
| Азиатские игры | —      | —       | —      | —     |
| Итого          | —      | —       | —      | —     |

### Азиатские игры
| Год          | Место          | Игры           | Победы         | Поражения      | Состав команды                                  |
| ------------ | -------------- | -------------- | -------------- | -------------- | ----------------------------------------------- |
| 2018         | не участвовали | не участвовали | не участвовали | не участвовали | не участвовали                                  |
| Ханчжоу 2022 | 12             | 4              | 1              | 3              | Nip Chio Wa, Zeng Pucheng, Yang Xuan, Ho Hou In |